# Allan Bristow
Allan Mercer Bristow Jr. (Richmond, Virginia; 23 de agosto de 1951) es un exjugador, entrenador y general manager de baloncesto estadounidense que disputó nueve temporadas en la NBA y una más en la ABA. Con 2,00 metros de altura, lo hacía en la posición de alero.

## Trayectoria deportiva

### Universidad
Jugó durante cuatro temporadas con los Hokies del Instituto Politécnico y Universidad Estatal de Virginia, en las que promedió 23,1 puntos y 12,7 rebotes por partido. Terminó su carrera como máximo anotador de la historia de su universidad, consiguiendo además el récord de anotación en un partido, aún vigente, tras anotar 52 puntos ante George Washington Colonials en febrero de 1973. Fue, además, una de las piezas clave del equipo para la consecución del NIT en 1973 ante Notre Dame, a los que derrotaron en la prórroga por 92-91. Su camiseta con el número 44 fue retirada en 1998 por su universidad como homenaje a su carrera.

### Profesional
Fue elegido en la vigésimo primera posición del Draft de la NBA de 1973 por Philadelphia 76ers, y también por los Virginia Squires en la primera ronda del draft de la ABA, eligiendo la primera opción. Jugó dos temporadas con los Sixers, donde apenas contó para su entrenador, Gene Shue. En la segunda de ellas promedió 6,2 puntos y 3,5 rebotes, en apenas 15 minutos de juego por partido.
Tras ser despedido, en 1975 fichó como agente libre por San Antonio Spurs, por aquel entonces todavía en la ABA. En la que iba a ser la última temporada de la liga del balón tricolor, mejoró sus estadísticas hasta los 7,0 puntos y 3,7 rebotes por partido. Al año siguiente retornaría a la NBA con los Spurs, adquiriendo un poco más de protagonismo en el equipo. En la temporada 1979-80 se convirtió nuevamente en agente libre, negociando su traspaso a Utah Jazz, recibiendo los Spurs como compensación a Paul Griffin.
En su primer año en el equipo mormón jugaría sus mejores partidos como profesional, acabando la temporada con 11,6 puntos, 6,2 rebotes y 4,2 asistencias por partido. Tras una temporada más en los Jazz, en 1981 fue traspasado, junto con Wayne Cooper a Dallas Mavericks, a cambio de Bill Robinzine. En su primer año con los Mavs jugó la mayoría de los partidos como titular, pero sus estadísticas se redujeron a 7,0 puntos y 5,5 asistencias por encuentro. Tras una temporada más en el equipo, en la cual su presencia en la pista fue testimonial, optó por retirarse definitivamente del baloncesto en activo.

### Entrenador
Nada más retirarse, aceptó el puesto de entrenador asistente de los San Antonio Spurs, pasando al año siguiente a ocupar el mismo puesto en los Denver Nuggets, a las órdenes del entrenador principal, Doug Moe. Allí permaneció 6 temporadas, hasta que en 1991 fichó como entrenador principal de los Charlotte Hornets. Ocupó el puesto durante cinco temporadas, en las que cosechó un balance de 207 victorias y 203 derrotas, llevando al equipo por vez primera en su historia a los playoffs en 1993, consiguiendo además pasar la primera ronda tras eliminar a Boston Celtics.
Tras dejar el puesto en 1996, firmó como vicepresidente de operaciones con los Denver Nuggets. Tras una temporada en el cargo, pasó varios años alejado del mundo del baloncesto hasta que en 2003 fue contratado como general manager de los New Orleans Hornets, donde permaneció dos temporadas en el puesto, teniendo como mejor operación la elección en el draft de J.R. Smith.

## Estadísticas de su carrera en la NBA

### Temporada regular
| Temporada | Edad | Equipo             | Liga  | P   | TIT | MIN  | TC  | TCA | %TC  | 3P  | 3PA | %3P  | TL  | TLA | %TL  | R.OF. | R.DEF. | REB | ASIS | ROB | TAP | PER | FP  | PTS  |
| 1973-74   | 22   | Philadelphia 76ers | NBA   | 55  |     | 11.7 | 2.0 | 4.9 | .400 |     |     |      | 0.8 | 1.0 | .737 | 1.2   | 1.8    | 3.0 | 1.7  | 0.5 | 0.0 |     | 1.2 | 4.7  |
| 1974-75   | 23   | Philadelphia 76ers | NBA   | 72  |     | 15.3 | 2.3 | 5.5 | .415 |     |     |      | 1.7 | 2.1 | .791 | 1.5   | 2.0    | 3.5 | 1.4  | 0.3 | 0.0 |     | 1.4 | 6.2  |
| 1975-76   | 24   | San Antonio Spurs  | ABA   | 47  |     | 18.8 | 2.7 | 5.8 | .461 | 0.0 | 0.0 | .000 | 1.7 | 2.0 | .848 | 1.4   | 2.3    | 3.7 | 2.6  | 0.5 | 0.0 | 1.3 | 1.7 | 7.0  |
| 1976-77   | 25   | San Antonio Spurs  | NBA   | 82  |     | 24.6 | 4.5 | 9.1 | .489 |     |     |      | 2.5 | 3.1 | .798 | 1.5   | 2.8    | 4.2 | 2.9  | 1.1 | 0.0 |     | 2.4 | 11.4 |
| 1977-78   | 26   | San Antonio Spurs  | NBA   | 82  |     | 18.1 | 3.1 | 6.6 | .478 |     |     |      | 1.9 | 2.5 | .731 | 1.2   | 1.9    | 3.1 | 2.4  | 0.8 | 0.0 | 1.8 | 1.8 | 8.1  |
| 1978-79   | 27   | San Antonio Spurs  | NBA   | 74  |     | 17.9 | 2.4 | 4.8 | .492 |     |     |      | 1.7 | 2.0 | .832 | 1.1   | 2.3    | 3.3 | 3.1  | 0.8 | 0.2 | 1.5 | 2.1 | 6.4  |
| 1979-80   | 28   | Utah Jazz          | NBA   | 82  |     | 28.1 | 4.6 | 9.6 | .480 | 0.0 | 0.1 | .286 | 2.4 | 3.0 | .811 | 2.1   | 4.2    | 6.2 | 4.2  | 1.1 | 0.1 | 2.2 | 2.6 | 11.6 |
| 1980-81   | 29   | Utah Jazz          | NBA   | 82  |     | 24.4 | 3.3 | 7.5 | .444 | 0.1 | 0.2 | .278 | 2.0 | 2.4 | .838 | 1.3   | 4.0    | 5.2 | 4.7  | 0.8 | 0.0 | 2.1 | 2.3 | 8.7  |
| 1981-82   | 30   | Dallas Mavericks   | NBA   | 82  | 54  | 24.8 | 2.7 | 6.1 | .437 | 0.0 | 0.2 | .167 | 1.6 | 2.0 | .817 | 1.5   | 2.7    | 4.1 | 5.5  | 0.8 | 0.1 | 2.0 | 2.7 | 7.0  |
| 1982-83   | 31   | Dallas Mavericks   | NBA   | 37  | 0   | 10.0 | 1.2 | 2.7 | .444 | 0.2 | 0.4 | .462 | 0.3 | 0.4 | .714 | 0.6   | 0.9    | 1.6 | 1.9  | 0.2 | 0.0 | 0.8 | 1.2 | 2.8  |
| Total     |      |                    | TOTAL | 695 | 54  | 20.4 | 3.0 | 6.6 | .460 | 0.0 | 0.2 | .281 | 1.8 | 2.2 | .801 | 1.4   | 2.6    | 4.0 | 3.2  | 0.7 | 0.1 | 1.8 | 2.0 | 7.8  |
|           |      |                    | NBA   | 648 | 54  | 20.5 | 3.1 | 6.6 | .460 | 0.1 | 0.2 | .286 | 1.8 | 2.2 | .798 | 1.4   | 2.7    | 4.0 | 3.2  | 0.8 | 0.1 | 1.8 | 2.1 | 7.9  |
|           |      |                    | ABA   | 47  |     | 18.8 | 2.7 | 5.8 | .461 | 0.0 | 0.0 | .000 | 1.7 | 2.0 | .848 | 1.4   | 2.3    | 3.7 | 2.6  | 0.5 | 0.0 | 1.3 | 1.7 | 7.0  |

### Playoffs
| Temporada | Edad | Equipo            | Liga  | P  | MIN | TCA | TC  | 3PA | 3P | TLA | TL | R.OF. | REB | ASIS | ROB | TAP | PER | FP | PTS | %TC  | %3P  | %FT  | MIN  | PTS | REB | AST |
| 1975-76   | 24   | San Antonio Spurs | ABA   | 7  | 97  | 13  | 35  | 0   | 1  | 19  | 24 | 9     | 14  | 12   | 5   | 0   | 8   | 14 | 45  | .371 | .000 | .792 | 13.9 | 6.4 | 2.0 | 1.7 |
| 1976-77   | 25   | San Antonio Spurs | NBA   | 2  | 28  | 3   | 9   |     |    | 2   | 9  | 3     | 4   | 7    | 2   | 0   |     | 6  | 8   | .333 |      | .222 | 14.0 | 4.0 | 2.0 | 3.5 |
| 1977-78   | 26   | San Antonio Spurs | NBA   | 5  | 51  | 9   | 15  |     |    | 4   | 6  | 4     | 11  | 7    | 2   | 0   | 5   | 10 | 22  | .600 |      | .667 | 10.2 | 4.4 | 2.2 | 1.4 |
| 1978-79   | 27   | San Antonio Spurs | NBA   | 13 | 163 | 20  | 49  |     |    | 16  | 21 | 12    | 27  | 28   | 9   | 5   | 11  | 17 | 56  | .408 |      | .762 | 12.5 | 4.3 | 2.1 | 2.2 |
| Total     |      |                   | TOTAL | 27 | 339 | 45  | 108 | 0   | 1  | 41  | 60 | 28    | 56  | 54   | 18  | 5   | 24  | 47 | 131 | .417 | .000 | .683 | 12.6 | 4.9 | 2.1 | 2.0 |
|           |      |                   | NBA   | 20 | 242 | 32  | 73  |     |    | 22  | 36 | 19    | 42  | 42   | 13  | 5   | 16  | 33 | 86  | .438 |      | .611 | 12.1 | 4.3 | 2.1 | 2.1 |
|           |      |                   | ABA   | 7  | 97  | 13  | 35  | 0   | 1  | 19  | 24 | 9     | 14  | 12   | 5   | 0   | 8   | 14 | 45  | .371 | .000 | .792 | 13.9 | 6.4 | 2.0 | 1.7 |

### Estadísticas como entrenador
| Equipo    | Año     | T   | G   | P   | G–P% | Final         | TP | GP | PP | Resultado                    |
| --------- | ------- | --- | --- | --- | ---- | ------------- | -- | -- | -- | ---------------------------- |
| Charlotte | 1991–92 | 82  | 31  | 51  | .378 | 6º en Central | —  | —  | —  | No Playoffs                  |
| Charlotte | 1992–93 | 82  | 44  | 38  | .537 | 3º en Central | 9  | 4  | 5  | Pierde en Semif. Conferencia |
| Charlotte | 1993–94 | 82  | 41  | 41  | .500 | 5º en Central | —  | —  | —  | No Playoffs                  |
| Charlotte | 1994–95 | 82  | 50  | 32  | .610 | 2º en Central | 4  | 1  | 3  | Pierde en 1ª ronda           |
| Charlotte | 1995–96 | 82  | 41  | 41  | .500 | 6º en Central | -  | -  | -  | No Playoffs                  |
| Total     |         | 410 | 207 | 203 | .505 |               | 13 | 5  | 8  |                              |